# Castelli (famiglia)
La famiglia Castelli è una famiglia nobile italiana.

## Storia
I Castelli erano una famiglia nobile di Terni discendente dagli antichi conti germanici della città umbra. Il capostipite fu il principe di Terni Remigio, figlio di Etanno, ultimo duca di Franconia, il quale volle che la propria residenza fosse denominata Castello, da cui il nome della casata. Nel corso dei secoli la casata si ramificò e diffuse sempre più, stabilendosi a Bologna, Genova, Milano, Modena, Napoli, Reggio Emilia, Roma, Torino e Treviso. 
I Castelli, oltre alla signoria di Terni, che governarono con titolo comitale, confermato loro dall'imperatore Carlo Magno, furono conti di Melace e signori di Rocca Accarina (la contemporanea Collestatte). Tra i più noti membri si ricordano Sant'Anastasio (compatrono di Terni insieme ai Santi Procolo e Valentino) e papa Celestino II, ossia Guido Guelfuccio di Castello.

## Membri principali
- Sant'Anastasio († 653), vescovo di Narni[1]